# Abraham Gottlieb Raabe
Abraham Gottlieb Raabe (* 1. August 1764 in Bernstadt a. d. Eigen; † 20. Juli 1845 in Halle an der Saale) war ein deutscher Klassischer Philologe.
Abraham Gottlieb Raabe, der Sohn des Tuchmachers Johann Christian Raabe, studierte in Lauban und Leipzig Philologie und Theologie und schloss mit der Magisterwürde ab. Am 13. Dezember 1794 wurde er zum außerordentlichen Professor der Philosophie an der Universität Leipzig ernannt. 1802 wechselte er als Ordinarius an die Universität Wittenberg, die 1817 mit der Universität Halle zur Martin-Luther-Universität Halle-Wittenberg vereinigt wurde. In Halle wirkte Raabe als Professor der griechischen Sprache und Literatur sowie als Direktor der Universitätsbibliothek bis zu seinem Tod 1845. Er war Ehrenmitglied der Hallenser Freimaurerloge Zu den drei Degen und blieb Mitglied der Leipziger Loge Apollo.

## Schriften (Auswahl)
- Specimen interpretandi Platonis dialogi qui Crito inscribitur. Pezold, Leipzig 1791. (Digitalisat)
- Interpretatio odarii Sapphici in Venerem. Sommer, Leipzig 1794. (Digitalisat)
- Aphorismen zu Vorlesungen über die allgemeine Literargeschichte, aelteste Geschichte bis auf Aristoteles. Schwickert, Leipzig 1805. (Digitalisat)